# Judge, Jury, Executioner
«Juez, Jurado, Verdugo» —título original en inglés: «Judge, Jury, Executioner»— es el undécimo episodio de la segunda temporada de la serie de terror The Walking Dead. Se transmitió en AMC en los Estados Unidos el 4 de marzo de 2012. En este episodio, Rick Grimes (Andrew Lincoln) y su grupo optaron por ejecutar Randall (Michael Zegen), para gran frustración de Dale Horvath (Jeffrey DeMunn). Dale teme que el grupo esté perdiendo su humanidad, lo que lo lleva a persuadir a algunos de los miembros del grupo para que protesten contra el consenso. Mientras tanto, Carl Grimes (Chandler Riggs) se comporta de manera fría, imprudentemente y sin cuidado, llegando a robar la pistola de Daryl Dixon (Norman Reedus) y acosar a un caminante, que finalmente iniciará graves consecuencias para el grupo.
"Judge, Jury, Executioner" fue dirigida por Greg Nicotero y escrita por Angela Kang. Explora temas de moralidad y humanidad en declive durante un evento catastrófico.
El episodio presenta la muerte de Dale, quien resultó gravemente herido durante un ataque de un caminante. También marca cambios en el desarrollo del personaje de Carl, quien evoluciona en un personaje insensible que pierde su ingenuidad hacia el mundo que lo rodea. "Judge, Jury, Executioner" presenta apariciones recurrentes de varios actores y actrices, incluyendo a Lauren Cohan (Maggie Greene), Emily Kinney (Beth Greene), Scott Wilson (Hershel Greene), Michael Zegen (Randall Culver) y IronE Singleton (T-Dog).
Los comentaristas elogiaron el episodio, citando el desarrollo de su personaje y la escena de conclusión como episodios destacados. Tras la emisión, "Judge, Jury, Executioner" obtuvo 6.771 millones de espectadores y una calificación de 3.5 en el grupo demográfico de 18-49, de acuerdo con Nielsen ratings. Se convirtió en la transmisión por cable de mayor audiencia del día, así como en el programa de cable de mayor audiencia de la semana.
Este episodio marca la aparición final de Jeffrey DeMunn (Dale Horvath) debido a que su personaje es asesinado por un caminante en el episodio.

## Argumento
Daryl golpea e interroga a Randall en el granero. Randall admite que proviene de un grupo más grande de hombres, que una vez encontraron y violaron a dos niñas delante de su padre.
El grupo está de acuerdo en que Randall es una amenaza inminente y Rick cree que debería ser ejecutado, pero espera hasta el atardecer. Dale descubre que la mayoría del grupo está de acuerdo con la decisión de Rick e intenta cambiar de opinión apelando a su humanidad, civilización y moralidad. La mayoría está de acuerdo con la elección de Rick por varias razones, pero Shane acepta apoyar a Dale en caso de que pueda convencer a los demás de que cambien de opinión. Mientras tanto, Beth se ha recuperado desde entonces de su anterior intento de suicidio. Cuando Glenn viene a comprobar su condición, Hershel le da una reliquia familiar que representa su aprobación de la relación de Glenn con su hija Maggie.
A medida que avanza el día, Carl, el hijo de Rick, se inquieta y se cuela en el granero para observar a Randall. Randall intenta convencer a Carl para que lo libere, antes de que Shane descubra la presencia de Carl y lo regañe. Afuera, Carol intenta animar a Carl recordándole que Sophia está en el cielo, pero Carl, que está disgustado al verla tranquila por haber perdido a su hija, arremete contra ella. Carl termina tomando un arma del alijo de Daryl y dirigiéndose solo al pantano cercano. Encuentra un caminante medio atrapado en el barro, se burla de él arrojándole piedras y luego se acerca para dispararle en la cabeza. El caminante libera repentinamente una de sus piernas y se tambalea hacia adelante; Carl entra en pánico y suelta el arma antes de regresar corriendo al campamento, sin contarle a nadie lo que sucedió.
Al atardecer, el grupo discute el destino de Randall, los argumentos de Dale no lograron influir en el grupo y él se marcha furioso. Rick, Shane y Daryl regresan al granero y Rick se prepara para dispararle a Randall cuando Carl entra corriendo e insta a su padre a hacerlo. Rick está horrorizado y detiene la ejecución, para disgusto de Shane.
Dale camina solo por el campo para refrescarse cuando se encuentra con una vaca a la que le han destripado el estómago. Al darse cuenta del peligro, está a punto de regresar cuando un caminante lo ataca. El grupo corre hacia sus gritos y Daryl rápidamente mata al caminante; Carl se da cuenta de que es el caminante que encontró en el pantano. Hershel descubre que las heridas de Dale son demasiado graves y que no sobrevivirá. El grupo acepta sacrificar a Dale, pero el propio Rick no puede realizar la inyección. Daryl toma el revólver y pone fin al sufrimiento de Dale.

## Producción
"Judge, Jury, Executioner" fue dirigida por Greg Nicotero y escrita por Angela Kang. El episodio se convirtió en el primer crédito de dirección de Nicotero para un episodio de televisión de larga duración de la serie; anteriormente había concebido y dirigido la serie web de seis partes  The Walking Dead: Torn Apart . Como parte de una campaña de promoción, el miembro del reparto Norman Reedus participó en un chat en vivo en  Entertainment Weekly  coincidiendo con la emisión de "Judge, Jury, Executioner".

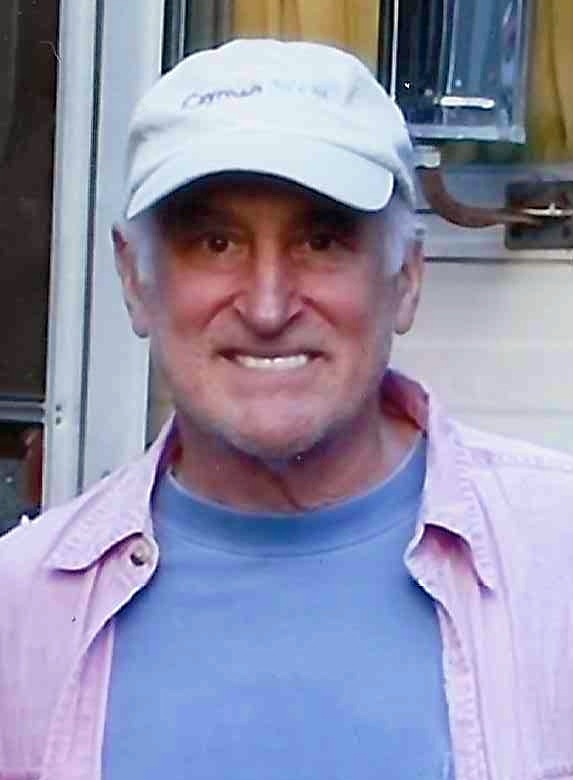
Jeffrey DeMunn hace su última aparición regular como Dale Horvath en este episodio.

Este episodio aborda la muerte de Dale Horvath, quien es atacado y desgarrado por un caminante. Jeffrey DeMunn estaba "furioso" por el despido de su viejo amigo Frank Darabont, quien desarrolló y actuó previamente como escritor para la serie, y pidió que lo dejaran ir del programa.
En una entrevista en 2018 con The Plain Dealer, DeMunn dijo: "Pasé una semana sin poder respirar por completo. Y luego me di cuenta, 'Oh, puedo darme por vencido'. Así que los llamé y les dije: "Es un espectáculo de zombis. Mátenme. No quiero seguir haciendo esto". "Fue un inmenso alivio para mí". Desde que el escritor Robert Kirkman sintió que Dale personificaba un carácter de moralidad y humanidad, gran parte de "Judge, Jury, Executioner" se explora temas relacionados con la moralidad declinante de las personas durante un evento catastrófico. Kirkman proclamó que la muerte de Dale fue una ocasión trascendental, finalmente marcando un punto de inflexión para el desarrollo futuro de The Walking Dead. "El personaje de Dale ha sido el corazón y el alma del espectáculo", repitió. "Definitivamente es la brújula moral. Es el tipo que, más que nadie, ha estado advirtiendo a la gente que tenga cuidado de cómo dejas que este mundo te cambie y controle en qué medida la gente va a sobrevivir. Su pérdida va a significar mucho para todos los personajes de la serie y definitivamente va a representar un giro hacia un espacio más oscuro. Su muerte significa mucho". Kirkman agregó que era difícil liberar a DeMunn del elenco. Él declaró: "Es desgarrador perder a Jeffrey DeMunn. Realmente nos ha dado mucho, estas dos últimas temporadas en el programa. Ha sido increíble trabajar con él y conocerlo y él es un tipo increíble y definitivamente vamos a lo extrañarlo."

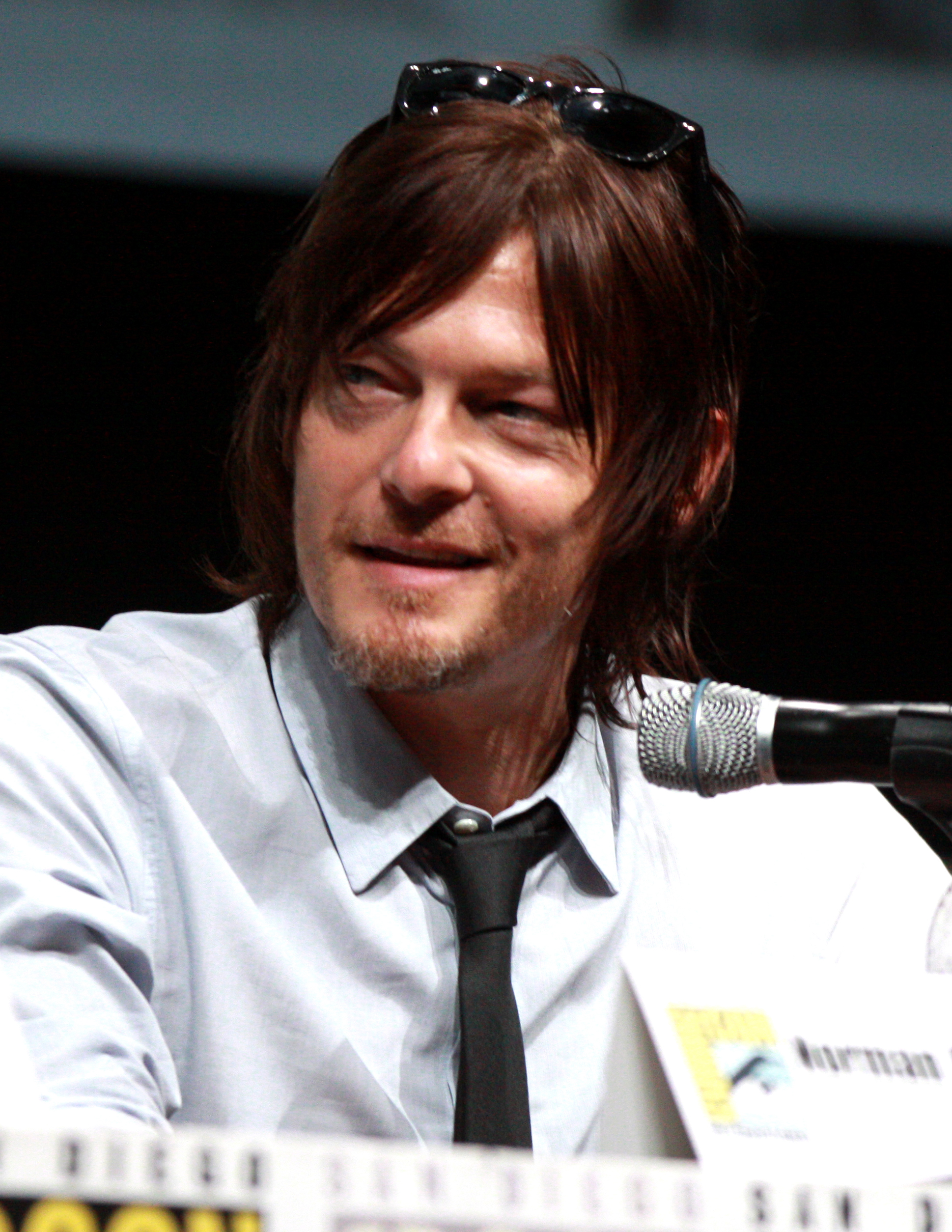
En "Judge, Jury, Executioner", Daryl Dixon (Norman Reedus, en la foto) dispara a Dale para sacarlo de su miseria. Robert Kirkman sintió que esta era la forma en que Daryl estaba lidiando con la pérdida de Sophia Peletier y su lugar en el grupo.

En contraste con su papel en la serie de televisión, la contraparte de cómic de Dale es uno de los personajes más antiguos que sobreviven en la serie y entra en una relación sexual con Andrea. Kirkman afirmó que era necesario que los escritores distanciaran el desarrollo del personaje televisivo de Dale del de la historieta: "He hablado muchas veces de cuánto me gusta la diferencia entre los cómics y el programa. Están yendo para ser grandes líneas argumentales a las que no necesariamente llegamos, como el romance entre Dale y Andrea. Si crees que realmente quieres leer esa historia, eso está disponible en los cómics, y te recomiendo que los recojas. siempre va a ser un animal diferente y la decisión de matar a Dale fue muy grande y no fue una decisión hecha a la ligera ".
Como se hacer notar visiblemente un angustiado Rick en el que duda si disparar a Dale, Daryl toma la pistola e inevitablemente le dispara a Dale en la cabeza. Lesley Goldberg de The Hollywood Reporter sugirió que los productores se estaban formando sutilmente antes del momento. Kirkman sintió que esto marcó el lugar de Daryl en el grupo y fue el cierre de la difunta Sophia Peletier, cuya muerte causó que Daryl se separara de interactuar con el grupo. Kirkman Reiteró que tales acciones eran los testamentos de su "poner todo en la línea y abrirse a sí mismo de una manera que nunca antes había hecho porque su infancia fue tan desordenada"; "Así que cuando se enteró de que ella había muerto y estaba escondida en el granero todo el tiempo, es por eso que se retiró y se separó del grupo. Fue porque se permitió a sí mismo que se preocupara y simplemente le salió mal a él. No quería ser parte del grupo. agrupar y tener esas emociones y preocuparse por estas personas. Así que se ha distanciado de ellos hasta este punto, y ahora está viendo que estas personas lo necesitan y que él puede desempeñar un papel y al ser ese tipo duro y distante, puedes hacer las cosas que nadie más quiere hacer. Quiere intervenir y tomar esa carga camino de Rick por un momento. Rick fue quien se acercó y disparó a Sophia. Daryl vio eso y debido a su dolor por la pérdida de Sophia, no pudo hacer eso. Pero cuando ve a Rick dudar en hacer lo mismo con Dale, lo sabe: este es mi momento, aquí es donde puedo demostrar mi valía, y él interviene y hace lo que tiene que hacer ".
En "Judge, Jury, Executioner", Carl evoluciona en un personaje insensible y finalmente abandona su ingenuidad al mundo que le rodea. Aunque el columnista de Entertainment Weekly Clark Collis trazó paralelismos con un asesino en serie, Kirkman sugirió que esta era una iniciativa para darle más tiempo de pantalla al personaje. Se dio cuenta de que Carl era "uno de los personajes más divertidos de contar historias en este mundo". Continuó: "Es cierto en el cómic y en el programa. Con el tiempo, vamos a empezar a ver más y más de este chico. Lo que es increíble es pensar qué Sería como crecer en este mundo. Una cosa es quitarte todo lo que sabes y tener que lidiar con este mundo de m!3#?@ en el que ahora tiene que vivir. Pero apenas ha reconocido realmente lo que es el mundo y cómo funciona y qué esperar y luego ser empujado en esta amenaza apocalíptica y crecer y madurar con este tipo de situaciones. Le hará crecer raro, es lo que me gusta decir ".

## Recepción

### Calificaciones
"Judge, Jury, Executioner" se emitió originalmente el 4 de marzo de 2012 en los Estados Unidos en AMC. Tras la emisión, el episodio obtuvo 6.771 millones de espectadores y una calificación de 3.5 en el grupo demográfico de 18-49, según Nielsen ratings. Esto indica que el 3.5% de las personas del grupo demográfico visto el episodio. Se convirtió en la transmisión por cable de mayor audiencia del día, obteniendo calificaciones significativamente más altas que las de Storage Wars en A&E Television y Real Housewives of Atlanta en Bravo. Del mismo modo, el episodio superó a todos los programas de televisión por cable durante la semana del 4 de marzo. La audiencia total y las calificaciones disminuyeron moderadamente desde el entrega anterior, "18 Miles Out", que obtuvo 7.04 millones de espectadores y una calificación de 3.8 en el grupo demográfico de 18-49.

### Respuesta Crítica
"Judge, Jury, Executioner" fue alabado por los críticos de televisión. Mark A. Perigard del Boston Herald lo llamó un 'episodio increíble'; "The Walking Dead nuevamente demuestra que es uno de los mejores dramas en televisión y casi me hace sentir bien al pagar mi factura de cable."  Escribiendo para el diario  San Antonio Express-News, Rene Guzmán opinó que la serie ofrece todo "un drama desordenado con un verdadero y desgarrador final para uno de los personajes principales".
Mark A. Perigard del  Boston Herald lo llamó un 'episodio increíble"; "The Walking Dead vuelve a demostrar que es uno de los mejores dramas en televisión y casi me hace sentir bien al pagar mi factura de cable". Molly Friedman de Wetpaint! declaró que en "Judge, Jury, Executioner", la audiencia "finalmente tuvo un motivo para derramar algunas lágrimas y recordar cuánto nos importa la banda original de inadaptados apocalípticos".
Kevin Yeoman de The Christian Science Monitor y la periodista de E! Online Tierney Bricker concluyeron que el episodio logró sorprender efectivamente a la audiencia, mientras que Cyriaque Lamar de io9 declaró que "Judge, Jury, Executioner" era inferior a su capítulo predecesor al escribir que "servía un montón de escenas cuasi-entretenidas de personas discutiendo y culminaba con una de las más desgarradores finales pero accidentalmente gracioso y compromete con el cable básico ".
En su revisión B +, Zack Handlen de  The A.V. Club  dijo que el episodio continuó el camino de la serie de una dirección central y más centrada. Josh Jackson de Paste estaba intrigado con la exploración de moralidad de la serie durante un evento apocalíptico en "Judge, Jury, Executioner". Eric Goldman de IGN fue mucho más pesimista sobre el episodio que el consenso general. En su revisión de 6.5 sobre 10, él lo llamó "especialmente aburrido" en comparación con la entrega anterior.

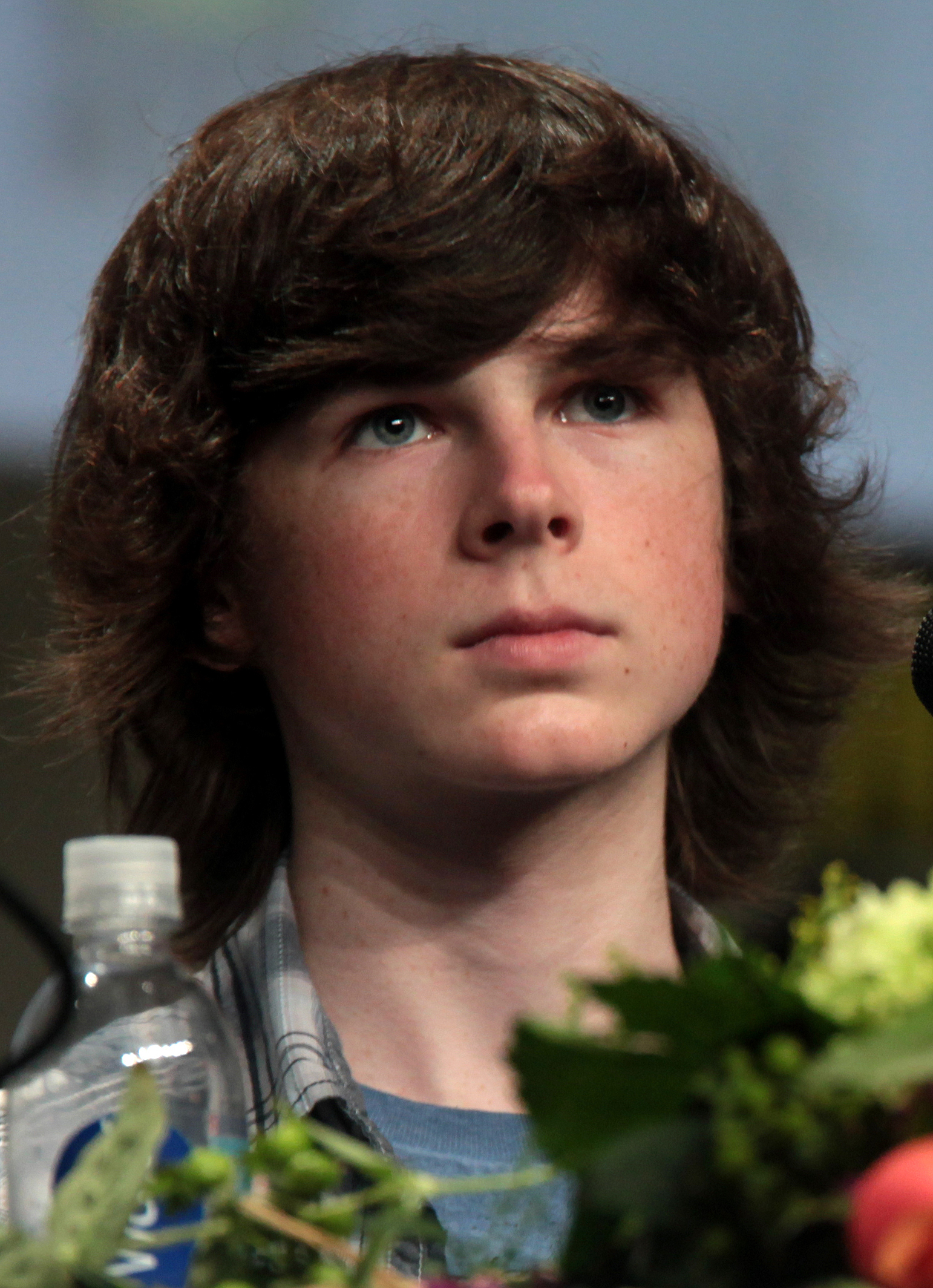
Los críticos estaban interesados en el desarrollo de Carl Grimes (Chandler Riggs, (en la foto)

La muerte de Dale fue adulada por comentaristas, quienes afirmaron que era una escena truculenta y emocional. Scott Meslow de  The Atlantic  sugirió que debido a su muerte,  The Walking Dead  abrazó una filosofía más oscura y siniestra. Afirmó: "En general, su muerte marca la muerte de cierta moralidad en el programa y el abrazo de una filosofía que es cada vez más cruel. Dale, a diferencia de los demás supervivientes, mantuvo su humanidad despierta hasta el final de su carrera, pero incluso él no podía elegir no volver como algo amoral e inhumano. En un mundo que parece completamente incapaz de mejorar, es una señal no demasiado tranquilizadora de que las cosas casi con certeza empeorarán ".
Gina McIntyre de Los Angeles Times se hizo eco de los mismos pensamientos: "Depende de Daryl dispararle al hombre para que termine su sufrimiento, lo cual es muy malo. Sin Dale para plantear todas esas preocupaciones persistentes sobre hacer lo correcto, apocalipsis zombi o no apocalipsis zombi, temo por el futuro de este mundo infestado de caminantes." Handlen and Kimberly Potts de Calgary Herald pensaron que era uno de los momentos más impactantes de la serie, mientras que Friedman expresó que estaba "fascinada por el terrible ataque [...] y llena de tristeza, ya que la pandilla original vio a su amigo morir una muerte lenta y dolorosa". Handlen comentó: "Es un escena impactante, en parte por su sangre derramada directa, y en parte por la expresión atónita y sin comprender en la cara de Dale. [...] Esto, aquí mismo, es el tipo de secuencia que necesita el programa. Hay muy poco sentido de peligro en este momento."
Verne Gay de Newsday describió la secuencia como "violenta", y al final resumió que la ausencia de DeMunn se notará a medida que avance el programa. 
Sin embargo, Lamar profesó que los escritores deberían haber descartado a Dale de una manera más respetable; "Esa no era la manera de deshacerse de la serie del personaje más irritantemente sano. La cualidad redentora de Dale era su capacidad de culpar a todos para que fingieran estar de acuerdo con la ley; su debilidad era su ingenuidad. Tener un escapulario Randall y matarlo habría ofrecido alguna simetría poética. No voy a extrañar a este personaje, pero se merecía una mejor despedida."
El periodista Nate Rawlings de la revista Time dibujó alusiones del ataque de Dale al título del episodio, comentando que "cuando el solitario zombie que vemos en este episodio rompe el estómago de Dale, derramando el contenidos de su cuerpo en el suelo frío, se nos recuerda que los caminantes son los jueces, son los jurados, y este en particular fueron los verdugos más brutales. "
Aunque se sorprendió por la secuencia, Goldman atacó el desarrollo anterior de Dale en el episodio, opinando que era odioso.
Handlen sintió que el desarrollo del personaje de Carl Grimes era más estable que desarrollos similares en el episodio; "Usar a Carl para resolver la trama del episodio, y hacerlo semiresponsable de la muerte de Dale, tiene una pulcritud satisfactoria y sirve como recordatorio de que, a pesar de toda su charla, Rick y el grupo no tienen idea del impacto que tendrán sus elecciones." Asimismo, Jackson y Ryan Rigley de MTV notaron la transición más oscura del personaje; "La brújula moral de Carl ha cambiado mucho desde que le dispararon y vio el cadáver andante de su amiga, Sophia", afirmó Rigley.
Jackson llegó a la conclusión de que fue uno de los episodios más destacados del episodio y escribió: "Se despertó de su coma hablando de la bella cierva, pero desde que el cadáver de Sophia salió cojeando de la puerta del establo, se ha vuelto más frío y duro. Cuando Carol lo ve en la tumba de Sophia, ella trata de consolarlo con palabras del cielo, y él la llama idiota. Está tratando de emular a los hombres que lideran el grupo: los diferentes tipos de dureza mostrados por su padre, Shane y Daryl. ambos encuentran la oportunidad de probar su propia valentía, jugando cerca de un zombi atrapado en el barro junto al arroyo, ocultándose el descubrimiento a sí mismo " Jackson comentó sobre la reacción de Carl ante la muerte de Dale, diciendo que a pesar de un cambio gradual a una naturaleza oscura, "se da cuenta [...] de que todavía es un niño".